# Daniel Felipe Revelez
Daniel Felipe Revelez Pereira (Rocha, 30 de septiembre de 1959) es un exfutbolista uruguayo. Actualmente es el director Técnico de San Eugenio Fútbol Club de Artigas, Uruguay.

## Trayectoria
Daniel Felipe Revelez debutó en la Primera División del fútbol uruguayo en julio de 1979 jugando para el Club Atlético Bella Vista. En 1983 pasó a integrar el plantel del Deportivo Cali en Colombia. En 1985 pasó a jugar en el Club Atlético Chacarita Juniors de la República Argentina. De allí volvió a Uruguay para jugar en el Danubio Fútbol Club (1986), nuevamente en Bella Vista (1987), en el Club Nacional de Football (1988 a 1993) y por último otra vez en Danubio (1995 y 1996) donde se retiró como jugador profesional.

## Selección nacional

### Participaciones en Copas del Mundo
| Mundial                   | Sede   | Resultado        | PJ (G) |
| ------------------------- | ------ | ---------------- | ------ |
| Copa Mundial Juvenil 1979 | Japón  | 3° puesto        | 6 (2)  |
| Copa Mundial 1990         | Italia | Octavos de final | 0      |

### Participaciones en Copa América
| Copa              | Sede   | Resultado    | PJ (G) | Goles |
| ----------------- | ------ | ------------ | ------ | ----- |
| Copa América 1989 | Brasil | Subcampeón   | 1      | 0     |
| Copa América 1991 | Chile  | Primera fase | 4      | 0     |

## Clubes
| Club              | País      | Año       |
| ----------------- | --------- | --------- |
| Bella Vista       | Uruguay   | 1979-1982 |
| Deportivo Cali    | Colombia  | 1983-1985 |
| Chacarita Juniors | Argentina | 1985      |
| Danubio           | Uruguay   | 1986      |
| Bella Vista       | Uruguay   | 1987      |
| Nacional          | Uruguay   | 1988-1993 |
| Danubio           | Uruguay   | 1995-1996 |

## Palmarés

### Campeonatos nacionales
| Título                      | Club     | País    | Año  |
| --------------------------- | -------- | ------- | ---- |
| Primera División de Uruguay | Nacional | Uruguay | 1992 |

### Copas internacionales
| Título                | Club     | Sede         | Año  |
| --------------------- | -------- | ------------ | ---- |
| Copa Libertadores     | Nacional | Montevideo   | 1988 |
| Copa Intercontinental | Nacional | Tokio        | 1988 |
| Recopa Sudamericana   | Nacional | Buenos Aires | 1989 |
| Copa Interamericana   | Nacional | Montevideo   | 1989 |

### Distinciones individuales
| Distinción                             | Año  |
| -------------------------------------- | ---- |
| Incluido en el Equipo Ideal de América | 1990 |